# Гаплогруппа BT
Гаплогруппа BT (одно из предложенных названий — A4=BCDEF) — человеческая Y-хромосомная гаплогруппа.
Происходит от мутации гаплогруппы BT. Образовалась около 130700 лет назад (дата определена по снипам компанией YFull). Место образования неизвестно. Данная гаплогруппа была обнаружена в 2006 году у двух человек (из выборки в 35 представителей) народности хуэй. От данной парагруппы происходят дочерние группы B и CT.
Крис Тайлер-Смит с коллегами считают, что линии B и CT разошлись 101 тыс. лет назад.

## Палеогенетика
Гаплогруппа BT определена у образца Vestonice 15 из Дольни-Вестонице (граветт Чехии, ок. 31 тыс. л. н.).
Y-хромосомная гаплогруппа BT(xCT) обнаружена у двух образцов из Малави возрастом 6177-5923 лет до настоящего времени и у одного «малавийца» возрастом 10000-5000 л. н. (скорее всего образцы недотипированы и относятся к субкладе B2b1 гаплогруппы B).
Гаплогруппа BT с дополнительными производными аллелями, предполагающими возможное помещение BuranKaya3A в Y-хромосомную гаплогруппу CT или C, определена у обитателя крымской стоянки Буран-Кая, жившего 36 тыс. лет назад. N1 BuranKaya3A несёт три из восьми мутаций, происходящих до редкой митохондриальной гаплогруппы N1b, наиболее концентрированной на Ближнем Востоке, но широко распространенной от Западной Евразии до Африки. Дополнительные наследственные аллели делают назначение для BuranKaya3A Y-хромосомных гаплогрупп C1a2 или C1b маловероятным.
Гаплогруппа BT определена у образца VK222 из Гнёздова (X—XI века) и у образца VK164 из Оксфорда (880—1000 года).